# Éric Vuillard
Pour les articles homonymes, voir Vuillard.
Éric Vuillard, né le 4 mai 1968 à Lyon, est un écrivain, cinéaste et scénariste français, ayant remporté le prix Goncourt en 2017.

## Biographie
Éric Vuillard est originaire d'une famille d'ascendance franc-comtoise du côté de Lons-le-Saunier. Il passe son adolescence à Lyon dans un milieu bourgeois. À cette époque, son père, chirurgien, abandonne tout, décidant d'aller vivre dans un village alpin en ruine. Éric Vuillard interrompt ses études et voyage en Espagne, au Portugal avec l'idée de poursuivre son périple en Afrique. Il revient en France pour passer son bac et poursuit ses études à l'université où il obtient plusieurs diplômes : DEA d’histoire et civilisation sous la direction du philosophe Jacques Derrida et licences de philosophie et d'anthropologie.
Il publie un premier récit en 1999, puis deux livres aux tons poétiques (dont Tohu) ainsi qu'un roman épique sur la conquête du Pérou par Pizarro et la chute de l'Empire inca, Conquistadors, en 2009. Conquistadors reçoit le prix Ignatius J. Reilly en 2010. En parallèle, il réalise en 2008 un long métrage, Mateo Falcone, adaptation de la nouvelle de Prosper Mérimée. Le film, présenté au festival du film de Turin ainsi qu'au festival Premiers Plans d'Angers, sort en salle en novembre 2014.
Intégrant comme auteur les éditions Actes Sud, il se lance dans ce qui deviendra sa « marque de fabrique » : le récit historique de non-fiction. Il publie ainsi en mars 2012 un ouvrage sur la Première Guerre mondiale (La Bataille d'Occident) et un autre sur la colonisation du Congo (Congo). Deux ans plus tard, il raconte l'histoire de Buffalo Bill et la Conquête de l'Ouest avec Tristesse de la terre (qui figurera dans la sélection pour le Prix Le Roman des étudiants France Culture/Télérama). En août 2016, il se saisit cette fois de la Révolution française : 14 Juillet raconte la prise de la Bastille du point de vue des « gens ordinaires ».
Un an plus tard, il relate, avec L'Ordre du jour, plusieurs épisodes des prémices et du début du Troisième Reich. Il remporte la même année le prix Goncourt 2017. Salué par la critique, le livre fait, lors de sa sortie aux États-Unis, l'objet d'une étude de l'historien Robert Paxton.
En janvier 2019, il publie La Guerre des pauvres, initialement prévu pour le printemps ; il estime que « le contexte actuel [celui du mouvement des gilets jaunes] aimantait le livre, il m’a semblé que le moment était venu de le publier. » Le récit porte sur la guerre des Paysans allemands, l'un de ses chefs, le prédicateur Thomas Müntzer, et quelques-uns de ceux qui l'ont précédé.
En janvier 2022, il publie son onzième livre, Une sortie honorable : ce récit, qui aborde l'Indochine française, est qualifié de  « pamphlet romanesque » par Camille Laurens, ouvrage d'un « fresquiste formé dans la grande tradition du feuilleton du XIXème » selon Pierre Assouline, documenté comme un roman de Zola pour Annie Lacroix-Riz.

## Style
La critique littéraire fait très souvent état du double caractère ironique et tranchant de son écriture et de son style : « mordant » et « ironie cinglante » (La Vie, 2022), « percutant » et « ironique » (Le Journal du dimanche, 2019), « un mélange savamment dosé d'ironie mordante et de rage contenue » (L'Express, 2012).

## Prises de position
En 2019, il cosigne une pétition réclamant l’amnistie de centaines de Gilets jaunes condamnés ou poursuivis depuis le début du mouvement social. Depuis 2019, il prend à plusieurs reprises la défense du militant anticapitaliste italien Vincenzo Vecchi dans les colonnes de Libération, L'Humanité, L'Obs ou encore lundimatin.
En mars 2022, il annonce son soutien à la candidature de Jean-Luc Mélenchon en vue de élection présidentielle française de 2022, aux côtés d'autres écrivains comme Laurent Binet ou Pierre Lemaitre. En mai 2022, il rejoint le parlement de la Nupes. Le 13 juin suivant, il défend, dans une tribune parue dans Libération, l'« importance singulière » du second tour des élections législatives et renouvelle son soutien à la Nupes.
En juin 2022, il soutient le mouvement des personnels de la BnF. En janvier 2023, il s'oppose publiquement à la réforme des retraites du gouvernement Macron-Borne.
Il dénonce avec d'autres écrivains dans une tribune en mai 2025 le « génocide » de la population à Gaza et demande « un cessez-le-feu immédiat ».

## Œuvre littéraire
- Le Chasseur, récit, Paris, Éditions Michalon, 1999
- Bois vert, poésies, Paris, Éditions Léo Scheer, 2002
- Tohu, Paris, Éditions Léo Scheer, 2005
- Conquistadors, roman, Paris, Éditions Léo Scheer, 2009 – Prix Ignatius J. Reilly, 2010
- La « Bataille » d’Occident, récit, Arles, Actes Sud, coll. « Un endroit où aller », 2012 – Prix Franz-Hessel, 2012[29] ; prix Valery-Larbaud, 2013
- Congo, récit, Arles, Actes Sud, coll. « Un endroit où aller », 2012 – Prix Valery-Larbaud, 2013
- Tristesse de la terre : Une histoire de Buffalo Bill Cody, récit, Arles, Actes Sud, coll. « Un endroit où aller », 2014 - Finaliste du prix Femina 2014[30] ; prix Joseph-Kessel 2015[31]
- 14 juillet, récit, Arles, Actes Sud, 2016 – Prix Alexandre-Vialatte 2017 pour 14 juillet et pour l'ensemble de son œuvre, décerné par le groupe Centre France
  - 14. Juli (traduction). Matthes & Seitz, Berlin, 2019  (ISBN 978-3-95757-519-7)
- L'Ordre du jour, récit, Arles, Actes Sud, coll. « Un endroit où aller », 2017 – Prix Goncourt 2017
- La Guerre des pauvres, récit, Actes Sud, coll. « Un endroit où aller », janvier 2019, 80 p.  (ISBN 978-2-330-10366-8)
- Une sortie honorable, récit, Actes Sud, coll. « Un endroit où aller », 2022, 208 p.  (ISBN 978-2-330-15966-5)[32]

### Préface
- Histoire de la colonne infâme d'Alessandro Manzoni, nouvelle traduction de Christophe Mileschi, Bruxelles, Zones sensibles, 2019.
- La Guerre des paysans en Allemagne, de Friedrich Engels, Les éditions sociales, 2021.
- Manifeste du parti communiste, de Friedrich Engels et Karl Marx, Les éditions sociales, 2023.

## Filmographie

### Comme réalisateur
- 2006 : L'Homme qui marche
- 2008 : Mateo Falcone

### Comme scénariste
- 2002 : La Vie nouvelle
- 2006 : L'Homme qui marche
- 2008 : Mateo Falcone